# Gai Letori (tribú)
Gai Letori (llatí: Gaius Laetorius) va ser tribú de la plebs l'any 471 aC.
Amb el seu coratge i energia va imposar una llei coneguda com a Lex Publilia Laetoria per la qual els comicis obtenien el dret de legislar i podien elegir magistrats plebeus, tribuns i edils, que serien escollits pels comicis centuriats o curiats (no és clar quin dels dos). És molt possible que fos parent de Marc Letori, el primer magistrat plebeu.